# Platorchestia platensis
Espèce
Synonymes
- Orchestia incisimana[2]
- Orchestia platensis Kroyer, 1845[3]
- Orchestia platensis Krøyer, 1845[2]

Platorchestia platensis, communément appelé Common sand flea par les anglophones, est une espèce de crustacés aquatiques amphipodes de la famille des Talitridae. Cette espèce est un détritivore vivant sur les littoraux atlantiques.

## Habitat
Cette espèce vit sur le littoral atlantique de l'Amérique, du Canada à l'Argentine, ainsi que sur le littoral atlantique européen.Elle peut être localement abondante sur les plages de sable où on la trouve fouissant le sable à la recherche de nourriture (il se nourrit sur la nécromasse végétale ou animale, participant ainsi au recyclage de la matière organique des laisses de mer).

## Description
La carapace est latéralement comprimée. l'animal ne mesure pas plus de 12 mm de long. Comme tous les talitres, ce crustacé peut effectuer des bonds successif en s'appuyant sur un organe (telson) qu'il détend brutalement, ce qui lui permet le plus souvent d'échapper à la plupart de ses prédateurs.